# Erlangen-Höchstadt
Erlangen-Höchstadt é um distrito da Alemanha, na região administrativa da Média Francónia, estado de Baviera.

## Cidades e Municípios
- Cidades:

1. Baiersdorf
2. Herzogenaurach
3. Höchstadt an der Aisch

- Municípios:

1. Adelsdorf
2. Aurachtal
3. Bubenreuth
4. Buckenhof
5. Eckental
6. Gremsdorf
7. Großenseebach
8. Hemhofen
9. Heroldsberg
10. Heßdorf
11. Kalchreuth
12. Lonnerstadt
13. Marloffstein
14. Möhrendorf
15. Mühlhausen (Erlangen-Höchstadt)
16. Oberreichenbach
17. Röttenbach
18. Spardorf
19. Uttenreuth
20. Vestenbergsgreuth
21. Wachenroth
22. Weisendorf